# New Westminster
Pour les articles homonymes, voir New Westminster (homonymie).
 (octobre 2014).
Si vous disposez d'ouvrages ou d'articles de référence ou si vous connaissez des sites web de qualité traitant du thème abordé ici, merci de compléter l'article en donnant les références utiles à sa vérifiabilité et en les liant à la section « Notes et références ».
New Westminster est une cité (city) de la Colombie-Britannique. Au recensement de 2016, on y a dénombré une population de 70 996 habitants, dont 850 Franco-colombiens francophones maternels et près de 5 000 locuteurs bilingues franco-anglais. 
Elle fait partie de la banlieue de Vancouver (district régional du Grand Vancouver) sur la péninsule de Burrard, sur la rive nord du Fraser, 19 kilomètres au sud-est de Vancouver elle-même. Elle est l'ancienne capitale de la Colonie de la Colombie-Britannique, avant l'amalgamation avec la Colonie de l'Île de Vancouver. Elle héberge le principal tribunal et registre immobilier.
Elle était, à l'origine, une municipalité fondée par un colonel britannique qui s'est peuplée grâce à l'arrivée des chercheurs d'or. Elle est aujourd'hui un port qui complète celui de sa grande voisine, elle est connue pour son architecture et pour le pont qui la relie à Surrey.

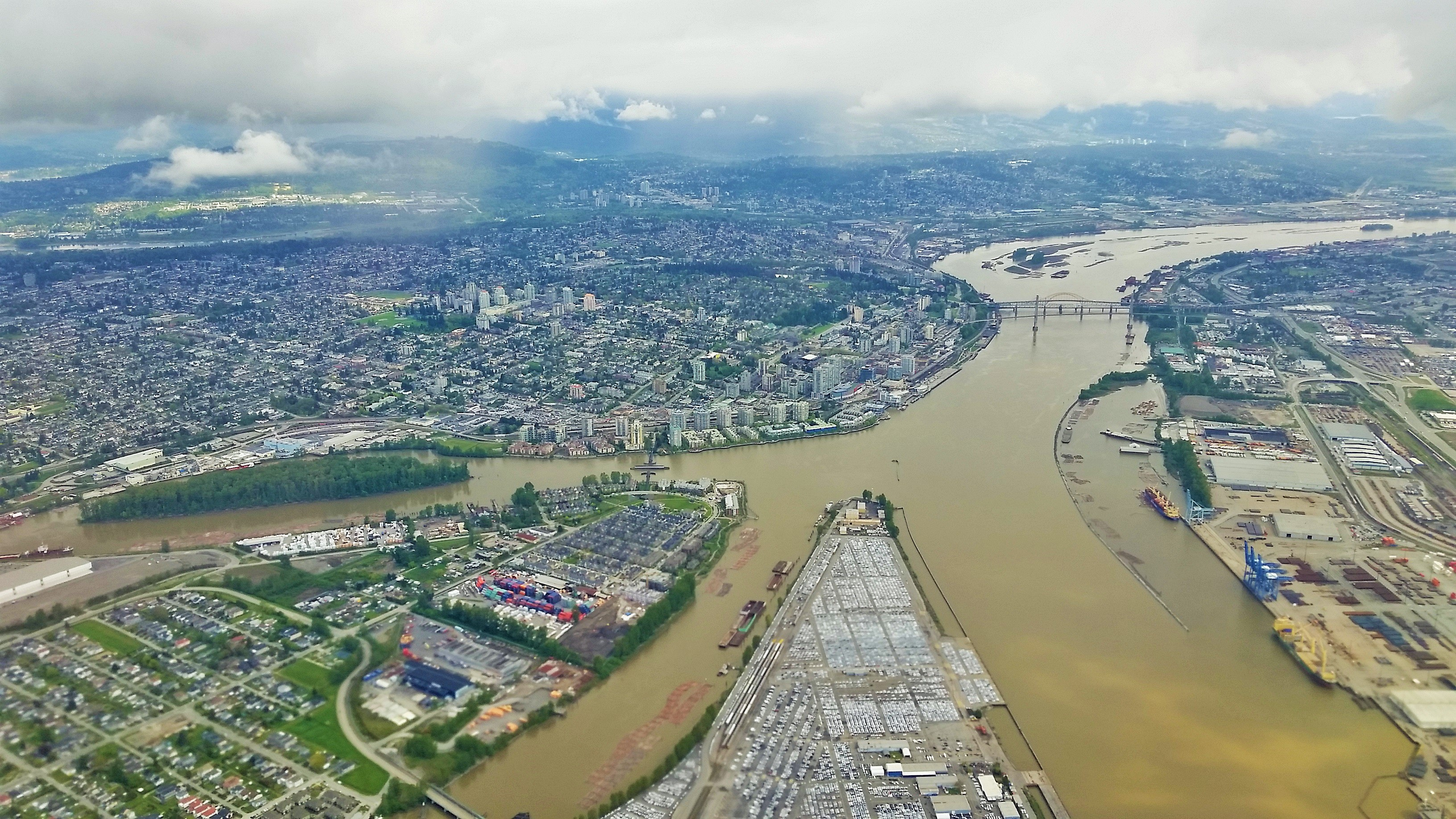
New Westminster en 2015.

## Personnalité liée à New Westminster
- Raymond Burr, acteur
- Jean-Marie-Raphaël Le Jeune, prêtre et linguiste.
- Leon Mandrake, magicien.
- Christopher Paul Neil, criminel.
- Devin Townsend, musicien.
- Robert Thirsk, astronaute.
- Kyle Turris, joueur de hockey.
- Neil Grayston, acteur
- Jake Virtanen, joueur de hockey.
- Terry Fox, athlète et militant anti-cancer, coureur du Marathon de l'espoir

## Le grand feu de New Westminster
New Westminster a souffert d'une catastrophe le 10 septembre 1898 quand un feu a commencé dans des lots de foin dans la rue Front. Le tiers de New Westminster, dont l'ensemble du quartier chinois, a été détruit.

## Démographie
| 2001   | 2006   | 2011   | 2016   |
| ------ | ------ | ------ | ------ |
| 54 656 | 58 549 | 65 976 | 70 996 |

## Sport
De 1971 à 1981 et de 1983 à 1988, la cité accueillait les Bruins de New Westminster de la Ligue de hockey de l'Ouest. L'équipe remporta à deux reprises (1977-1978) la Coupe Memorial de la Ligue canadienne de hockey.